# Herrnhaag

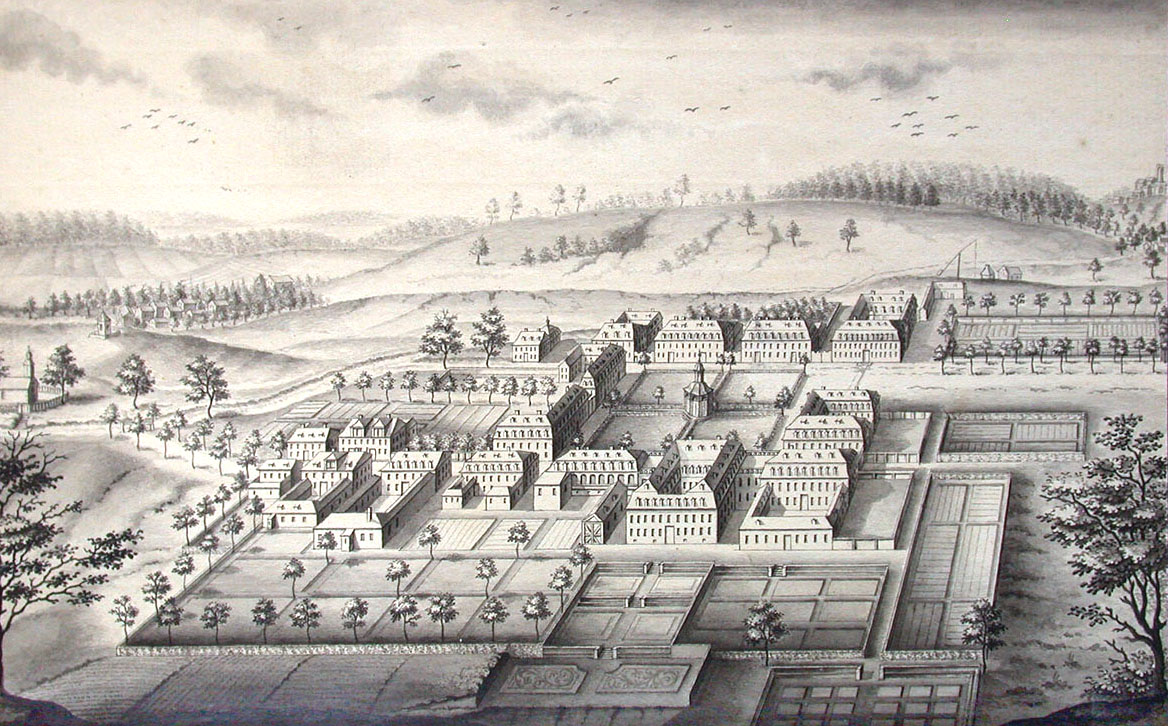
Herrnhaag

Herrnhaag byl mládežnickým centrem Moravské církve. Od roku 1972 je částí města Büdingen, leží v okrese Wetterau, v německé spolkové zemi Hesensko, od hradu Ronneburg je vzdálen šest kilometrů.

## Historie
Úvod: Poté, co byl hrabě Mikuláš Ludvík Zinzendorf v roce 1736 vykázán ze Saska, nalezl s moravskými bratry útočiště na hradě Ronneburg. Z hradu se pak stalo hojně navštěvované poutní místo, které brzy svoji kapacitou bratřím nestačilo. Dne 23. 6. 1737 odjel biskup David Nitschmann z Berlína do Wetterau dojednat s hrabětem z Isenburg-Büdingenu podmínky k založení nové kolonie Herrnhaag v jeho hrabství – nedaleko Ronneburgu.

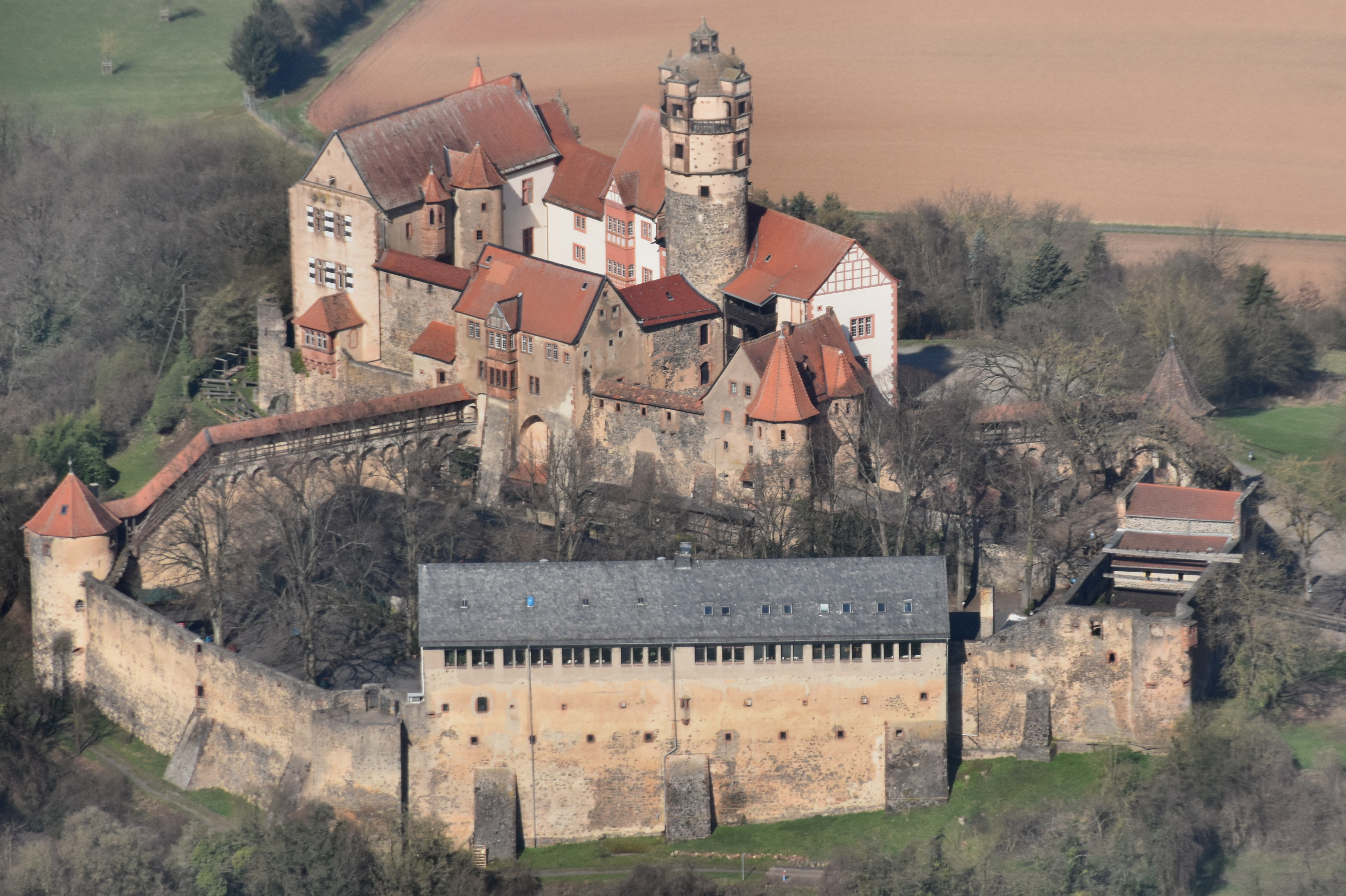
Hrad Ronneburg, Hesensko

Architektura: Herrnhaag byl naplánován hrabětem Zinzendorfem jako Dům Boží, sídlo Krista. Podle popisu Nového Jeruzaléma v knize Zjevení mělo mít město dvanáct bran. Uprostřed stála studna s vodou života. První kámen prvního obytnému domu položil zedník Georg Böhnisch, exulant z Kunína, dne 12. května 1738. Později si při práci na dně studny zranil nohu tak, že ho otevřená rána trápila až do smrti (†6.1. 1772, Trebus). V době rozpuštění komunity stálo v Herrnhaagu 18 domů pro přibližně 1000 lidí.

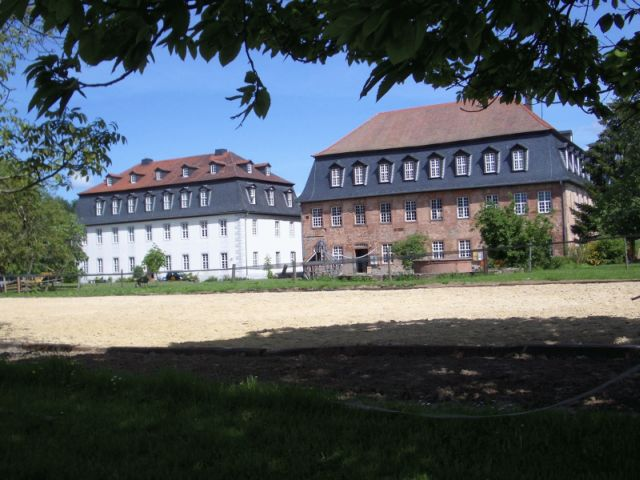
Kůrovní dům svobodných sester (vlevo) a palác Lichtenburg (vpravo), dům hraběcí rodiny, dokončen r. 1746

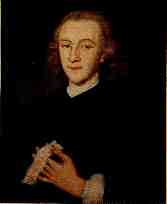
Christian Renatus von Zinzendorf (1727–1752)

Komunita: V bratrském sboru Herrnhaagu se mladí členové církve učili různá řemesla a připravovali se na práci v zahraničních misiích. O Svatodušních svátcích dne 2. 6 1743 zde založil hrabě Zinzendorf „řád blázínků“ (Närrchen-Orden). Členové řádu měli v následujících letech převzít vedoucí úřady v bratrské církvi; byli to Christian Renatus Zinzendorf, syn Mikuláše Ludvíka Zinzendorfa (19. září 1727–28. května 1752 Londýn), vlastní dcera Benigna, adoptivní dcera a budoucí manželka Anna Nitschmann, dále pak její neteř Anna Piesch a budoucí manžel Benigny Johann Michael Langguth.
Z dopisu Anny Nitschmann: „...žijeme tu spolu jako děti, jsme tak našeho milého Spasitele blázínci a zvířátka...“ Zdejší časté oslavy doprovázel bohatý program, drahá výzdoba a herrnhaagské slavení se šířilo i do jiných bratrských sborů. To pobuřovalo zastánce herrnhutských statutů, kteří zdejší poměry hodnotili jako sektářské a scestné. V roce 1749 poslal hrabě Zinzendorf do Herrnhaagu „trestající dopis“ (Strafbrief) a svého syna odvolal do Londýna. V témže roce, dne 15. října 1749, zemřel hrabě Ernst Casimir von Isenburg-Büdingen. Podmínky nového zeměpána, který odmítl tolerovat stávající stav komunity, byly pro moravské bratry nepřijatelné, takže v únoru 1750 padlo ve Weterau rozhodnutí o rozpuštění kolonie.
Na jaře roku 1750 byl do Herrnhaagu poslán David Nitschmann s manželkou Rosinou, aby oba pracovali na ukončení kolonie, na jejímž založení se David předtím podílel. Po rozpuštění sboru v Herrnhaagu zůstala malá skupina bratří a sester v blízkém Marienbornu. Tam Rosina Nitschmann (*22. 7. 1704 Kunín) dne 10. 8. 1753 zemřela. Byla pravděpodobně poslední sestrou, která byla pohřbena v Herrnhaagu na Božím poli.

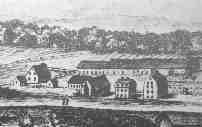
Christiansbrunn (1750)

Uctívání Christiana Renatuse svobodnými mladými muži z Herrnhaagu pokračovalo. Jejich novým působištěm se stal Christiansbrunn v Pensylvánii poblíž Bethlehemu.